# لیزلا (جورجیا)
لیزلا (به انگلیسی: Lizella) یک منطقهٔ مسکونی در ایالات متحده آمریکا است که در شهرستان بیب، جورجیا واقع شده‌است. لیزلا ۱۷۱ متر بالاتر از سطح دریا واقع شده‌است.